# Filago
Filago es un género de plantas fanerógamas de la familia Asteraceae. Comprende 245 especies descritas y de estas, solo 56 aceptadas.

## Descripción
Son planta anuales, densamente tomentosas/algodonosas, de hojas alternas. Los Capítulos, sentados, están agrupados en glomérulos compactos más o menos esféricos. El involucro, a menudo pentagonal, está formado por brácteas escariosas, acuminadas o aristadas; las externas con dorso más o menos algodonosos. Los capítulos son heterógamos, con flores externas femeninas filiformes, de color purpúreo, habitualmente numerosas y envueletas por páleas escariosas, y unas pocas flores internas flosculosas hermafroditas o funcionalmente masculinas, de color purpúreo, con corola tetralobulada. Las cipselas, de color pardo, son homomorfas, oblongo-obovoideas, algo comprimidas, y con un vilano, cuando existe, de una sola fila de unos 3-20 pelos escábridos libres tempranamente caedizos.

## Distribución
Sus especies se distribuyen por todo el Mediterráneo y el resto de Europa hasta Escandinavia, las Islas del Atlántico, Asia occidental y China; introducidas en Norteamérica y Australia.

## Taxonomía
El género fue descrito por Carlos Linneo  y publicado en Species Plantarum, vol. 2, p. 927, 1199 [add. post indicem], 1753, y su diagnosis ampliada y precisada en Genera Plantarum, 891, p. 397 . La especie tipo es Filago pyramidata L., 1753

## Algunas especies
- Filago arvensis L.
- Filago eriocephala Guss.
- Filago germanica (L.) Huds. - hierba algodonera[9]
- Filago lutescens Jord.
- Filago pyramidata L.

Especies presentes en España
- Filago arvensis L.
- Filago asterisciflora (Lam.) Sweet
- Filago carpetana(Lange) Chrtek & Holub
- Filago clementei Willk.
- Filago congesta DC.
- Filago desertorum Pomel
- Filago duriaei Lange
- Filago eriocephalus Guss.
- Filago fuscescens Pomel
- Filago gallica L.
- Filago germanica (L.) Huds.
- Filago hispanica (Degen & Hervier) Chrtek & Holub
- Filago lusitanica (Samp.) P. Silva
- Filago lutescens Jord.
- Filago mareotica Delile
- Filago micropodioides Lange
- Filago minima (Sm.) Pers.
- Filago nevadensis (Boiss.) Wagenitz & Greuter
- Filago obovata Pomel
- Filago petro-ianii Rita & Dittrich
- Filago pygmaea L.
- Filago pyramidata L.
- Filago ramosissima Lange[10]